# 西安交通大学电子与信息学部
西安交通大学电子与信息学部，简称电信学部（旧称西安交通大学电子与信息工程学院、电信学院），是中国西安交通大学的一个学院，其前身可追溯至成立于成立于1908年的邮传部上海高等实业学堂（交通大学前身）电机专科，1957年交大西迁后重建无线电工程系。在20世纪70、80年代拆分为电子工程系、信息与控制工程系和计算机科学与技术系，并于1994年6月合并为西安交通大学电子与信息工程学院，2018年12月成立西安交通大学电子与信息学部。

## 历史
- 1908年：交通大学前身邮传部上海高等实业学堂创立电机专科。
- 1912年：学校电机专科改为电气机械专科。
- 1928年：电气机械专科被扩充为电机工程学院。
- 1937年：电机工程学院改为电机工程系。
- 1957年：交通大学西迁后成立无线电工程系。
- 1994年：改革开放后逐渐形成的电子工程系、信息与控制工程系和计算机科学与技术系三系合并成立电子与信息工程学院。[4]
- 2018年12月：成立西安交通大学电子与信息学部。[2]

## 院系设置
- 电子科学与工程学院（电子学院）
- 微电子学院
- 信息与通信工程学院（信通学院）
- 自动化科学与工程学院（自动化学院）
- 计算机科学与技术学院（计算机学院）
- 网络空间安全学院（网安学院）
- 软件学院

## 重点实验室、工程中心及科研机构

### 国家重点实验室、工程中心
- 机械制造系统工程国家重点实验室
- 电子物理与器件国家专项实验室
- 精细功能电子材料与器件国家专项实验室
- 海洋石油勘探国家工程实验室（联合）
- 国家数据广播工程技术研究中心

### 教育部重点实验室、工程中心
- 电子陶瓷与器件教育部重点实验室
- 电子物理与器件教育部重点实验室
- 智能网络与网络安全教育部重点实验室
- 信息物理融合系统教育部工程研究中心
- 多功能铁电材料与器件研究创新引智基地

### 陕西省重点实验室、工程中心
- 陕西省信息光子技术重点实验室
- 陕西省计算机网络重点实验室
- 陕西省天地网技术重点实验室
- 陕西省人工智能联合实验室
- 陕西省机器人先进控制工程实验室
- 陕西省先进储能电子材料与器件工程研究中心
- 陕西省微纳电子与系统集成工程研究中心
- 陕西省智能测控与工业大数据处理工程研究中心
- 陕西省并行与分布式数据处理工程研究中心
- 陕西省智慧网络与泛在互联工程技术研究中心
- 陕西省商业卫星测控数传技术研究院
- 新能源介质材料联合研究中心
- 陕西省移动互联网与云计算应用工程研究中心

### 其它科研机构
- 西安交通大学国际电介质研究中心
- 西安交通大学先进储能电子材料器件研究所
- 西安交通大学认知科学与工程国际联合研究中心
- 西安交通大学可视媒体计算研究中心
- 西安交通大学固态照明工程研究中心
- 西安交通大学信息工程科学研究中心
- 微软智能信息处理西安交通大学实验室
- 西安交大-松下电工联合PLC实验室
- 西安交通大学-IBM联合研究实验室
- 人工智能与机器人研究所
- 电子材料研究所
- 电脑信息技术研究所
- 光电技术与太阳能研究所
- 真空微电子与微电子机械研究所
- 图像处理与识别研究所
- 计算机应用技术研究所
- 微电子技术研究所
- 计算机软件与理论研究所
- 计算机系统结构与网络研究所
- 物理电子与光电子技术研究所
- 信息与通信工程研究所
- 控制工程研究所
- 大智联合IC研究中心
- 数据广播研究中心
- 系统工程研究所
- 电子物理与器件研究所
- 数字电视研究开发中心
- 信息工程研究所
- 新型计算机研究所
- 计算机网络技术与工程研究所
- 微波工程与光信息技术研究所
- 综合自动化研究所
- 炬力集成电路设计研究所
- 网络化系统与信息安全研究中心
- 波动与信息研究所
- 国家高性能计算中心
- 计算机系实验中心